# Lionel Rogosin
Lionel Rogosin (Nueva York, 22 de enero de 1924 – Los Ángeles, 8 de diciembre de 2000) fue un director de cine estadounidense, reconocido por sus películas enmarcadas en el género político y la docuficción. Debutó con el filme On the Bowery en 1956 y logró reconocimiento internacional con películas como Come Back, Africa, Black Roots y Black Fantasy.

## Filmografía

### Largometrajes y documentales
- On the Bowery (1956)
- Out (1957, corto)
- Come Back, Africa (1959)
- Good Times, Wonderful Times (1965)
- Oysters Are in Season (1966, corto)
- How Do You Like Them Bananas? (1966, corto)
- Black Roots (1970)
- Black Fantasy (1972)
- Woodcutters of the Deep South (1973)
- Arab Israeli Dialogue (1974, corto)

## Premios y distinciones
Festival Internacional de Cine de Venecia
| Año  | Categoría        | Película          | Resultado |
| ---- | ---------------- | ----------------- | --------- |
| 1959 | Premio Pasinetti | Come Back, Africa | Ganador   |